# Jürgen Wulf
Jürgen Wulf (* 2. Juni 1923 in Hamburg; † nach 1987) war ein deutscher Schauspieler bei Film und Fernsehen.

## Leben
Wulf erhielt kurz nach dem Zweiten Weltkrieg seine künstlerische Ausbildung in seiner Heimatstadt bei Eduard Marks. Zu dieser Zeit lernte er als Hilfsspielleiter der Hamburger Kammerspiele Ida Ehres die dort im Vorstand sitzenden Regisseure Helmut Käutner und Wolfgang Liebeneiner kennen. Käutner brachte Wulf Ende der 1940er Jahre zum Film, wo dieser sowohl als Schauspieler (Käutners Der Apfel ist ab) als auch als Regieassistent (Käutners Königskinder) eingesetzt wurde. Nach seiner letzten (winzigen) Kinorolle in der Romanze Hallo Fräulein! des einstigen Käutner-Assistenten Rudolf Jugert nahm Wulf vorübergehend Abschied von der Schauspielerei und übernahm für zehn Jahre die einst vom Vater betriebene Tankstelle.
In den 1960er Jahren ist Wulf wieder als Regieassistent nachzuweisen, doch vor die Kamera kehrte er erst 1969 zurück, diesmal als Fernsehschauspieler. Weiterhin in Hamburg ansässig, sah man Jürgen Wulff vor allem mit kleinen Rollen in norddeutschen Fernsehserien wie Kapitän Harmsen, Hamburg Transit und Kümo Henriette. Er spielte sporadisch aber auch in Einzelproduktionen mit. Nach seiner Mitwirkung in der Verfilmung von Ralph Giordanos Die Bertinis verschwand Jürgen Wulf, der sich auch als Synchronsprecher betätigt hatte, aus dem Blickfeld der Öffentlichkeit.

## Filmografie
- 1948: Der Apfel ist ab
- 1949: Hallo Fräulein!
- 1969–70: Kapitän Harmsen (TV-Serie, zwei Folgen)
- 1969: Haifischbar (Unterhaltungsshow, eine Folge)
- 1969: Ein Jahr ohne Sonntag
- 1971: Tatort: Kressin und der tote Mann im Fleet
- 1971: Hamburg Transit (TV-Serie, eine Folge)
- 1972: Hoopers letzte Jagd
- 1972: Der Funkenpuster
- 1974: Bismarck von hinten oder Wir schließen nie
- 1978: Onkel Bräsig
- 1979: Kümo Henriette (TV-Serie, zwei Folgen)
- 1980: Spaß beiseite – Herbert kommt! (eine Folge)
- 1982: St. Pauli-Landungsbrücken (TV-Serie, eine Folge)
- 1983: Chamäleon
- 1985: Die Schwarzwaldklinik (TV-Serie, eine Folge "Der Dieb")
- 1986: Finkenwerder Geschichten (TV-Serie, eine Folge)
- 1988: Die Bertinis